# 考蒂爾群島
67°52′S 68°44′W / 67.867°S 68.733°W
考蒂爾群島（Courtier Islands），是南極洲的群島，位於葛拉漢地西岸的法利埃海岸，處於瑪格麗特灣，由24座小島組成，最高點海拔高度30米，在1909年由法國探險隊發現和繪入地圖，現時由南極條約體系管理。